# Dinagat (Filippine)
Dinagat è una municipalità di quinta classe delle Filippine, situata nella Provincia di Isole Dinagat, nella Regione di Caraga.
Dinagat è formata da 12 barangay:
- Bagumbayan
- Cab-ilan
- Cabayawan
- Cayetano
- Escolta (Pob.)
- Gomez
- Justiniana Edera
- Magsaysay
- Mauswagon (Pob.)
- New Mabuhay
- Wadas
- White Beach (Pob.)